# Thalassia Periochi Nisidon Tokmakia
Thalassia Periochi Nisidon Tokmakia este o arie protejată (sit de importanță comunitară — SCI) din Grecia întinsă pe o suprafață de 6.194,26 ha, integral marine.

## Localizare
Centrul sitului Thalassia Periochi Nisidon Tokmakia este situat la coordonatele 39°17′25″N 26°27′20″E / 39.290386°N 26.455445°E.

## Înființare
Situl Thalassia Periochi Nisidon Tokmakia a fost declarat arie specială de conservare în baza directivei 92/43 din 1992 referitoare la conservarea habitatelor naturale și a faunei și florei sălbatice pentru a proteja un număr necunoscut de specii din flora spontană și fauna sălbatică aflate în arealul zonei.

## Biodiversitate
Situată în ecoregiunea marină mediteraneană, aria protejată conține 4 habitate naturale: Bancuri de nisip acoperite în permanență slab de apă marină, Straturi cu Posidonia (Posidonion oceanicae), Recifuri, Peșteri marine scufundate complet sau parțial.
La baza desemnării sitului se află un număr nedeclarat de specii protejate.
Pe lângă speciile protejate, pe teritoriul sitului au mai fost identificate 2 specii de plante, 10 specii de nevertebrate, 2 specii de pești.